# چاه کمال کمال‌زهی
چاه کمال کمال‌زهی روستایی در دهستان دومک بخش نصرت‌آباد شهرستان زاهدان استان سیستان و بلوچستان ایران است.

## جمعیت
بر پایه سرشماری عمومی نفوس و مسکن در سال ۱۳۹۵ جمعیت این روستا ۸۳ نفر (۲۰خانوار) بوده‌است.